# Vernonanthura subverticillata
Vernonanthura subverticillata là một loài thực vật có hoa trong họ Cúc. Loài này được (Sch.Bip. ex Baker) H.Rob. miêu tả khoa học đầu tiên năm 1992.